# Miguel Ángel Mancera
Miguel Ángel Mancera Espinosa (prononcé en espagnol : [miˌɣeˈlaŋxel manˈseɾa]), né le 16 janvier 1966 à Mexico, est un avocat et homme politique mexicain. Proche du Parti de la révolution démocratique sans en être membre, il est chef du gouvernement (maire) de la ville de Mexico de 2012 à 2018.

## Biographie
Fils de Miguel Ángel Mancera Segura et de Raquel Espinosa Sánchez, il obtient un doctorat en droit de l'université nationale autonome du Mexique en 1989. Il reçoit la médaille Gabino Barreda en tant que major de sa promotion en 1991. Il détient un master de l'université de Barcelone et de l'université autonome métropolitaine. Miguel Ángel Mancera a enseigné en de nombreuses universités dont l'UNAM et l'université de la vallée de Mexico.
De 2008 à 2012, il est procureur général de justice du District fédéral. Le 7 juillet 2012, il est élu chef du gouvernement du District fédéral, l'équivalent du maire, avec 63 % des voix et prend ses fonctions le 5 décembre suivant. À la suite d'une réforme du statut de la ville, son titre devient chef de gouvernement de la Ville de Mexico le 30 janvier 2016.
Le 29 mars 2018, il quitte ses fonctions pour prendre la direction de la campagne de la coalition Por México al Frente pour les élections fédérales. 